# Mălina Călugăreanu
Mălina Călugăreanu (née le 15 septembre 1996 à Bucarest) est une escrimeuse roumaine qui pratique le fleuret.
Le 16 avril 2016, elle remporte à Prague le tournoi olympique de qualification européen pour se qualifier pour les Jeux olympiques de 2016 à Rio.
Appartenant au club du Steaua Bucarest, elle débute en senior lors de la saison 2011-2012 et rejoint l'équipe nationale senior aux Championnats d'Europe en 2013 à Zagreb. En 2014, elle obtient la médaille d'argent au championnat national après avoir été battue par sa collègue Maria Boldor, et elle a remporté l'or par équipes. Elle obtient les mêmes titres nationaux en 2015.
Durant la saison 2015-2016, elle obtient la médaille d'argent lors du tournoi satellite de Coupe du monde à Ankara.
Elle est médaillée de bronze en individuel aux Jeux européens de 2023 à Cracovie.
En 2024, elle remporte une seconde fois le tournoi de qualification olympique européen, en l'emportant en minute de priorité contre la Britannique Carolina Stutchbury (10 touches à 9) en finale après avoir été menée 2-7. 